# Кледневичи
Кледневи́чи (бел. Кледнявічы) — деревня в составе Михеевского сельсовета Дрибинского района Могилёвской области Республики Беларусь.

## Население
- 1999 год — 244 человека
- 2010 год — 147 человек

## Знаменитые земляки
- Соломонов Алексей Андреевич - доктор технических наук, профессор.